# کوزلیتس
کوزلیتس (به آلمانی: Köselitz) یک منطقهٔ مسکونی در آلمان است که در کسویگ واقع شده‌است. کوزلیتس ۱۹۵ نفر جمعیت دارد.